# Nea Ionia
Nea Ionia (tiếng Hy Lạp: ?) là một khu tự quản ở vùng Attiki, Hy Lạp. Khu tự quản Nea Ionia có diện tích 4 km², dân số theo điều tra ngày 18 tháng 3 năm 2001 là 69508 người.